# 钮姓
鈕姓，在《百家姓》中排第191位。

## 漢族鈕姓

### 堂号
- 理德堂

## 滿族鈕姓
鈕姓（穆麟德轉寫：Nio）是滿族的常用姓氏之一。

### 來源
滿族鈕姓的主要來源是钮祜禄氏。除此之外還有钮图氏、钮赫氏、钮颜氏、钮旺坚氏、钮瑚特氏、钮赫勒氏、钮祜乐氏、翁钮络氏，以及加入满族的蒙古族钮抡氏、和漢族钮氏等

## 外部連結
[在维基数据编辑]
 《百家姓》
 《欽定古今圖書集成·明倫彙編·氏族典·鈕姓部》，出自陈梦雷《古今圖書集成》